# Festival international du film de Thessalonique 2005
Le Festival international du film de Thessalonique 2005 est la 46e édition du Festival international du film de Thessalonique. Elle se tient du 18 au 27 novembre 2005.

## Jury
- Président : Vittorio Storaro
- Jurés :
  - Lodge Kerrigan
  - Sotigui Kouyaté
  - Natacha Régnier
  - Leonardo Garcia Tsao
  - Ulrich Felsberg
  - Antouanétta Angelídi

## Films sélectionnés
- En ouverture : L'Enfer
- En clôture : Les Enfants invisibles

## Palmarès
- Een ander zijn geluk (Fien Troch) : Alexandre d'or
- Sangre (Amat Escalante) : Alexandre d'argent
- Roland Vranik (Fekete Kefe) et Emmanuelle Bercot (Backstage) : meilleur réalisateur ex æquo
- Fien Troch (Een ander zijn geluk) : meilleur scénario
- Ina Geerts (Een ander zijn geluk) et Isild Le Besco (Backstage) : meilleures actrices ex æquo
- Ahmad Razvi (Man push cart) : meilleur acteur
- Chin Ting-Chan (photographie) pour Liarnen : prix artistique